# Rozeane Ribeiro
Rozeane da Silveira Costa, mais conhecida como Rozeane Ribeiro (São Paulo, 17 de março de 1975) é uma cantora e compositora brasileira de música cristã contemporânea, ligada ao movimento religioso pentecostal. Tendo 13 discos lançados e várias participações.

## Biografia
Rozeane nasceu no ano de 1971, em Vila Velha no Espírito Santo, oriunda de uma família de classe baixa. Ela é filha do Pr. Jairo Ribeiro e Nilza Ribeiro (nome de solteira: Costa), possui uma irmã chamada Aurea Ribeiro. Rozeane possui ascendência baiana por parte de um dos seus pais.
Em janeiro de 2008, seu pai, morreu, já ela estando grávida de quase oito meses, acabou ficando muito abalada por ela ser a caçula e seu filho seria o único neto que seu pai não carregaria nos braços, mas antes de partir ele impôs as mãos em seu ventre e abençoou seu neto.

### Carreira
Em 1980, aos seus nove anos, a cantora começa a criar canções para seu repertório para seu primeiro LP. Sendo no ano seguinte lançado o álbum de estréia intitulado Meditação. Apesar que a cantora teve notoriedade em 2002, pois lançou o sexto CD de sua carreira, só que primeiro pela MK Publicitá intitulado Pra Valer. Dois anos mais tarde, a cantora lança o seu segundo álbum pela gravadora, Deus nunca Falha, com a produção do cantor Kleber Lucas.
Em 2007 a cantora lança pela gravadora Uni Records o seu oitavo álbum, A Face da Glória, dando destaque as canções "A Face da Glória", "A Fornalha", "Explosão de Graça" e "Eu sou de Cristo". No final do ano de 2009, a cantora grava junto com seu esposo o álbum Extremamente Deus.
Em 2010, lança o seu álbum de maior destaque Rastro de Unção pela Rori Music, com a produção do maestro Melk Carvalhedo, emplacou hits de sucesso como a canção que dá título ao CD, “Jeová Rafah”, “Crucifica-O”, e “Herdeira”, cantados em todo país, e rendeu também a cantora disco de ouro pela vendagem de mais de cinquenta mil cópias. O single "Rastro de Unção" entrou no repertório do CD Promessas Pentecostal, que foi lançado no intuito de homenagear os 100 anos da Assembleia de Deus no Brasil. O álbum foi considerado como um dos "Melhores CDs Pentecostais do Ano" pelo site do Gospel Channel Brasi
Em 2012 a cantora lança em formato ao vivo, a coletânea Minhas Composições, com a produção de Paulo César Baruk, que reuniu músicas escritas por ela e regravadas por vários artistas.
Em 2013, Rozeane lança o CD É Meu, seu segundo álbum pela sua gravadora atual, com a produção de Leandro Borges. O single "Arma" foi muito elogiado pela crítica especializada e hoje ultrapassa a marca de mais de 100.000 visualizações no Youtube. Depois foram lançados os singles "É Meu" e "Estou Curado", sendo também elogiado pela crítica.
No dia 2 de setembro de 2013, Rozeane gravou sua participação no Programa Raul Gil, sendo que  foi ao ar no dia 7 do mesmo mês; a cantora recebeu disco de ouro e platina no palco depois de ter cantado o primeiro single de seu décimo álbum, "É Meu", sendo o disco de ouro pela vendagem de mais de cinquenta mil cópias deste e o disco de platina pela vendagem de mais de setenta mil cópias do álbum "Rastro de Unção".
No último trimestre do ano de 2014, Rozeane lança o CD Heróis da Fé, o oitavo álbum de sua carreira, com composições da própria cantora e de outros convidados. Mais uma vez a cantora muda de produtor musical e deixa a cargo de Lenno Maia e Cleybinho. O álbum foi considerado um dos melhores discos pentecostais dos últimos tempos pelo site O Propagador.

## Discografia
Álbum de estúdio
- 1981: Meditação
- 1983: O Céu é Muito Lindo
- 1985: Nas Alturas
- 1987: Mandamento
- 1997: Voltei
- 2002: Pra Valer
- 2004: Deus Nunca Falha
- 2007: A Face da Glória
- 2010: Rastro de Unção
- 2012: Minhas Composições
- 2013: É Meu
- 2014: Heróis da Fé
- 2017: Gratidão

### Certificações
- 2007: A Face da Glória - Disco de Platina - 100.000
- 2010: Rastro de Unção - Disco de Platina - 80.000
- 2013: É Meu - Disco de Ouro - 50.000